# Electronic Entertainment Expo 2017
L'Electronic Entertainment Expo 2017, meglio noto come E3 2017, è stato il 23º Electronic Entertainment Expo. L'evento si è tenuto dal 13 al 15 giugno 2017 al Los Angeles Convention Center
Tra i maggiori espositori alla convention sono stati presenti Electronic Arts, Bioware, Sony, Nintendo, Microsoft e Ubisoft.

## Principali espositori
Di seguito è riportato un elenco non esaustivo dei principali espositori presenti all'E3 2017.
| - Bethesda Softworks - Deep Silver - Electronic Arts - Focus Home Interactive - Microsoft - Nintendo - SEGA - Sony - Square Enix - Ubisoft |

## Videogiochi presentati
| Activision - Call of Duty: World War 2 (PC / PS4 / Xbox One) - Crash Bandicoot: N. Sane Trilogy (PS4) Atlus - Etrian Odyssey V: Beyond the Myth (3DS) - Radiant Historia: Perfect Chronology (3DS) - Shin Megami Tensei: Strange Journey Redux (3DS) Aurora 44 - Ashen (PC / Xbox One) Bandai Namco - Ace Combat 7: Skies Unknown (PC / PS4 / Xbox One) - Code Vein (PC / PS4 / Xbox One) - Dragon Ball Fighter Z (PC / PS4 / Xbox One) - Ni no Kuni II: Revenant Kingdom (PC / PS4) Beethoven and Dinosaurs - The Artfule Escape (PC / Xbox One) Bethesda Softworks - Dishonored 2: Death of the Outsider (PC / PS4 / Xbox One) - Doom VFR (PC) - The Elder Scrolls: Legends (PC / iOS / Android ) - The Elder Scrolls Online (PC / PS4 / Xbox One) - The Elder Scrolls V: Skyrim VR (PC / PS4 / Switch / Xbox One) - The Evil Within 2 (PC / PS4 / Xbox One) - Fallout 4 VR (PC/PS4/Xbox One) - Quake Champions (PC) - Wolfenstein II: The New Colossus (PC / PS4 / Xbox One) Bluehole - PlayerUnknown's Battlegrounds (PC / PS4 / Xbox One) Bungie - Destiny 2 (PC / PS4 / Xbox One) Capcom - Marvel vs. Capcom: Infinite (PC / PS4 / Xbox One) - Monster Hunter: World (PC / PS4 / Xbox One) Coffee Stain Studios - Deep Rock Galactic (PC / Xbox One) Deep Silver - Kingdom Come: Deliverance (PC / PS4 / Xbox One) - Metro Exodus (PC / PS4 / Xbox One) Devolver Digital - Absolver (PC / PS4 / Xbox One) - Ruiner (PC / PS4 / Xbox One) | Electronic Arts - Anthem (PC / PS4 / Xbox One) - Battlefield 1 (PC / PS4 / Xbox One) - FIFA 18 (PC / PS4 / Switch / Xbox One) - Madden NFL 18 (PS4 / Xbox One) - NBA Live 18 (PS4 / Xbox One) - Need for Speed Payback (PC / PS4 / Xbox One) - Star Wars: Battlefront II (PC / PS4 / Xbox One) - A Way Out (PC / PS4 / Xbox One) Epic Games - Fortnite (PC / PS4 / Xbox One) Focus Home Interactive - Vampyr (PC / PS4 / Xbox One) Fullbright - Tacoma (PC / Xbox One) Inti Creates - Bloodstained: Ritual of the Night (PC / PS4 /PS Vita/ Switch / Xbox One) Kakao Game - Black Desert Online (PC / Xbox One) Konami - PES 2018 (PC / PS3 / PS4/ Xbox 360/ Xbox One) Microsoft Studios - Crackdown 3 (PC / Xbox One) - Forza Motorsport 7 (PC / Xbox One) - Minecraft (PC / PS4 / Switch / Xbox One / iOS / Android) - Ori and the Will of the Wisps (PC / Xbox One) - Sea of Thieves (PC / Xbox One) - State of Decay 2 (PC / Xbox One) Naughty Dog - The Last of Us Part II (PS4) - Uncharted: L'eredità perduta (PS4) Nicalis - Blade Strangers (PC / PS4 / Switch) Nintendo - ARMS (Switch) - Ever Oasis (3DS) - Fire Emblem Warriors (Switch) - Kirby (nome provvisorio) (Switch) - The Legend of Zelda: Breath of the Wild (Switch/ Wii U) - Mario & Luigi: Superstar Saga + Scagnozzi di Bowser (3DS) - Metroid: Samus Returns (3DS) - Miitopia (3DS) - Pokkén Tournament Deluxe (Switch) - Splatoon 2 (Switch) - Super Mario Odyssey (Switch) - Sushi Striker: The Way of Sushido (3DS) - Xenoblade Chronicles 2 (Switch) - Yoshi (nome provvisorio) (Switch) Nippon Ichi Software - Danganronpa V3: Killing Harmony (PC/ PS4/ PS Vita) - Ys VIII: Lacrimosa of Dana (PC/ PS4/ PS Vita) Paradox Interactive - BATTLETECH (PC) | Playful Corp - Super Lucky's Tale (PC / Xbox One) Psyonix - Rocket League (PC / PS4 / Switch / Xbox One) Raw Fury Games - The Last Night (PC / Xbox One) Scavengers Studios - The Darwin Project (PC / Xbox One) SEGA - Sonic Forces (PC / PS4 / Switch / Xbox One) - Sonic Mania (PC / PS4 / Switch / Xbox One) - Total War: Warhammer II (PC) - Yakuza 6 (PS4) - Yakuza Kiwami (PS4) Sony - Bravo Team (PSVR) - Days Gone (PS4) - Detroit: Become Human (PS4) - God of War (nome provvisorio) (PS4) - Gran Turismo Sport (PS4) - Hidden Agenda (PS4) - Horizon Zero Dawn (PS4) - Knack II (PS4) - Marvel's Spider-Man (PS4) - The Inpatient (PSVR) - Uncharted: The Lost Legacy (PS4) Square Enix - Dissidia Final Fantasy NT (PS4) - Final Fantasy XIV: Stormblood (PC / PS3/ PS4) - King's Knight: Wrath of the Dark Dragon (iOS / Android) - Life Is Strange: Before the Storm (PC / PS4 / Xbox One) - Lost Sphear (PC / PS4 / Switch) - Mobius Final Fantasy (PC / iOS / Android) - Monster of the Deep: Final Fantasy XV (PSVR) Studio MDHR - Cuphead (PC / Xbox One) TaleWorlds Entertainment - Mount & Blade II: Bannerlord (PC) Toby Fox - Undertale (PS4 / PS Vita) Ubisoft - Assassin's Creed: Origins (PC / PS4 / Xbox One) - Beyond Good and Evil 2 (PC / PS4 / Xbox One) - Far Cry 5 (PC / PS4 / Xbox One) - Just Dance 2018 (PS3 / PS4 / Wii / Wii U / Switch / Xbox 360 / Xbox One) - Mario + Rabbids Kingdom Battle (Switch) - Skull & Bones (PC / PS4 / Xbox One) - South Park: Phone Destroyer (iOS, Android) - South Park: Scontri Di-Retti (PC / PS4 / Xbox One) - Starlink: Battle for Atlas (PS4 /Switch / Xbox One) - Steep: Road to the Olympics (PC / PS4 / Xbox One) - The Crew 2 (PC / PS4 / Xbox One) - Transference (PSVR) |